# Ma'ase Tora
Ma'ase Tora (auch: Midrasch Schloscha we-Arba'a oder Pirqe Rabbenu ha-Qadosch) ist ein nach 800 n. Chr. entstandener und in verschiedenen Versionen überlieferter Midrasch, der eine Zusammenstellung von Lehren und Regeln nach den Zahlen von 3 bis 10 enthält.